# Петер-Еріх Кремер
Петер-Еріх «Алі» Кремер (нім. Peter-Erich "Ali" Cremer; 25 березня 1911, Мец — 5 липня 1992, Гамбург) — німецький офіцер-підводник, корветтен-капітан крігсмаріне. Кавалер Лицарського хреста Залізного хреста.

## Біографія
Протягом 6 семестрів вивчав право в університеті, але в серпні 1932 року записався на флот. Пройшов підготовку на легкому крейсері «Кельн». В 1936 служив на броненосці «Дойчланд», а потім був переведений в морську артилерію. В 1939 призначений на ескадрений міноносець «Теодор Рідель». В серпні 1940 року перейшов у підводний флот. З 29 січня по 21 липня 1941 року командував малим підводним човном U-152 (Тип II-D), який використовувався в ролі навчального корабля. З 25 серпня 1941 року — командир U-333, на якому здійснив 3 походи (провівши в морі в цілому 117 днів). Емблемою човна Кремера служили 3 маленькі рибки, намальовані на вежі, які символізували 3 кораблі, потоплені ним під час першого походу. В другому поході до берегів США потопив 4 судна, але його човен отримав важкі пошкодження і був змушена повернутися на базу раніше встановленого терміну. В третьому поході човен Кремера був атакований британським корветом «Крокус» і отримав такі важкі ушкодження, що ледве повернувся на базу, після чого за Кремером закріпилося прізвисько «Алі-Кораблетроща», на що члени його команди завжди відповідали: «Алі на борту — найкраща гарантія виживання». 6 жовтня 1942 року був направлений на лікування в госпіталь, а в березні-травні 1943 року служив в штабі Карла Деніца. 18 травня 1943 року знову призначений командиром U-333 і здійснив ще 5 походів (211 днів). У квітні 1944 року човен знову отримав пошкодження. Після повернення з п'ятого походу човен був визнаний непридатним до подальшого використання, а Кремер 19 липня 1944 року був переведений в резерв. З 15 листопада 1944 року командував новим сучасним підводним човном U-2519 (Тип XXI), але у бойових діях вже участі не брав. Всього за час бойових дій потопив 8 кораблів загальною водотоннажністю 26 873 тонни і пошкодив 2 кораблі водотоннажністю 9252 тонни.
| Дата           | Назва корабля                  | Тип                                  | Тоннаж | Вантаж                                                       | Екіпаж | Загинули | Країна             | Конвой |
| -------------- | ------------------------------ | ------------------------------------ | ------ | ------------------------------------------------------------ | ------ | -------- | ------------------ | ------ |
| 22 січня 1942  | Vassilios A. Polemis           | Торговий пароплав                    | 3,429  | Баласт                                                       | 33     | 21       | Королівство Греція | ON-53  |
| 24 січня 1942  | Ringstad                       | Торговий теплохід                    | 4,765  | 2598 тонн порцелянової глини                                 | 43     | 30       | Норвегія           | ON-53  |
| 31 січня 1942  | Spreewald                      | Торговий теплохід (блокадопроривник) | 5,083  | 3365 тонн гуми, 230 тонн олова і 20 тонн вольфраму і хініну  | 152    | 72       | Третій Рейх        |        |
| 6 травня 1942  | Java Arrow (пошкоджений)       | Паровий танкер                       | 8,327  | Водяний баласт і 1300 балон мастила                          | 47     | 2        | США                |        |
| 6 травня 1942  | Amazone                        | Торговий пароплав                    | 1,294  | 926 тонн генеральних вантажів, переважно кави, сизалю і олії | 34     | 14       | Нідерланди         |        |
| 6 травня 1942  | Halsey                         | Паровий танкер                       | 7,088  | 40 000 барелів нафти і 40 000 барелів мазуту                 | 32     | 0        | США                |        |
| 10 травня 1942 | Clan Skene                     | Торговий пароплав                    | 5,214  | 2006 тонн хромової руди                                      | 82     | 9        | Британська імперія |        |
| 6 жовтня 1942  | HMS Crocus (K49) (пошкоджений) | Корвет                               | 925    |                                                              | ?      | ?        | Британська імперія |        |

В лютому 1945 року призначений командиром морського протитанкового батальйону, з яким брав участь у боях з британськими військами в районі Гамбурга. За офіційними повідомленнями, батальйон Кремера протягом кількох днів в квітні 1945 року знищив 24 ворожі танки. Після капітуляції Німеччини очолив особисту охорону нового глави німецької держави Карла Деніца в Мюрвіку. Саме підлеглий Кремера застрелив відомого підводника Вольфганга Люта. Разом з урядом Деніца Кремер був арештований британськими військами, але вже через місяць звільнений. Успішно працював менеджером в різних приватних фірмах.

## Звання
- Кандидат в офіцери (15 серпня 1932)
- Морський кадет (1 квітня 1933)
- Фенріх-цур-зее (1 січня 1934)
- Оберфенріх-цур-зее (1 жовтня 1937)
- Лейтенант-цур-зее (1 січня 1936)
- Оберлейтенант-цур-зее (1 жовтня 1937)
- Капітан-лейтенант (1 лютого 1940)
- Корветтен-капітан (11 липня 1944)

## Нагороди
- Медаль «За вислугу років у Вермахті» 4-го класу (4 роки)
- Залізний хрест
  - 2-го класу (11 лютого 1940)
  - 1-го класу (10 лютого 1942)
- Нагрудний знак есмінця (19 жовтня 1940)
- Двічі відзначений у Вермахтберіхт (11 травня 1942 і 25 квітня 1944)
- Нагрудний знак підводника (26 травня 1942)
- Лицарський хрест Залізного хреста (5 червня 1942)
- Нагрудний знак «За поранення» в сріблі (11 листопада 1942)
- Фронтова планка підводника в сріблі (27 вересня 1944)